# Leaving Las Vegas
Pour plus de détails, voir Fiche technique et Distribution.
Leaving Las Vegas est un film américain écrit et réalisé par Mike Figgis, sorti en 1995. Il est adapté du roman du même nom de John O'Brien.

## Synopsis
Après avoir été licencié par la société de production où il travaillait, Ben, scénariste alcoolique, décide de partir pour Las Vegas. Il prend une chambre dans un hôtel miteux, à proximité des bars toujours ouverts, afin de finir sa vie dans l'alcool. Il rencontre Sera, une prostituée, qui va l'héberger pour le suivre dans sa déchéance.

## Fiche technique
- Titre français et original : Leaving Las Vegas
- Titre québécois : Adieu Las Vegas
- Réalisation : Mike Figgis
- Scénario : Mike Figgis, d'après le roman Leaving Las Vegas de John O'Brien
- Photographie : Declan Quinn
- Musique : Mike Figgis
- Montage : John Smith
- Production : Lila Cazès et Annie Stewart
- Producteurs délégués : Stuart Regen et Paige Simpson
- Sociétés de production : Lumiere Pictures, Lila Cazès Production et Initial Productions
- Sociétés de distribution : MGM/UA Distribution Company (États-Unis), AFMD (France)
- Budget : 4 000 000 $
- Pays de production :  États-Unis
- Langues originales : anglais, russe
- Format : Couleur - 1,85:1 - Super 16
- Durée : 111 minutes
- Dates de sortie :
  - Canada : 15 septembre 1995 (festival international du film de Toronto 1995)
  - États-Unis : 27 octobre 1995 (sortie limitée)
  - Royaume-Uni : 19 janvier 1996
  - Belgique : 28 février 1996
  - France : 20 mars 1996
  - Suisse : 12 avril 1996
- Box-office  États-Unis : 32 029 928 $

## Distribution
- Nicolas Cage  (VF : Dominique Collignon-Maurin)  : Ben Sanderson
- Elisabeth Shue (VF : Hélène Chanson) : Sera
- Julian Sands (VF : Michel Papineschi) : Yuri
- Richard Lewis : Peter
- Steven Weber : Marc Nussbaum
- Kim Adams : Sheila
- Emily Procter : Debbie
- Valeria Golino (VF : Marjorie Frantz) : Terri
- Shawnee Smith (VF : Frédérique Cantrel) : La biker
- Michael A. Goorijan (VF : Alexandre Gillet) : un étudiant
- Carey Lowell : l'employée de la banque
- Thomas Kopache (en) : M. Simpson
- Mariska Hargitay : la deuxième prostituée
- Stuart Regen (VF : Damien Boisseau) : un barman
- Julian Lennon (VF : Jacques Frantz) : un barman

Version française
- Studio de doublage : CP Productions
- Direction artistique : Jacques Frantz
- Adaptation : Joël Savdié

 Source et légende : version française (VF) sur RS Doublage et AlloDoublage

## Bande originale
La musique du film est composée par Mike Figgis. On retrouve par ailleurs sur l'album des chansons de Sting, Don Henley et The Palladinos.
Toutes les chansons sont écrites et composées par Mike Figgis sauf indication contraire.
| No  | Titre                                                   | Performer                   | Durée |
| --- | ------------------------------------------------------- | --------------------------- | ----- |
| 1.  | Intro Dialogue (dialogue)                               | Nicolas Cage Elisabeth Shue | 0:32  |
| 2.  | Angel Eyes                                              | Sting                       | 4:02  |
| 3.  | Are You Desirable?                                      | Mike Figgis                 | 2:43  |
| 4.  | Ben & Bill (dialogue)                                   | Nicolas Cage                | 0:30  |
| 5.  | Leaving Las Vegas                                       | Mike Figgis                 | 3:12  |
| 6.  | Sera's Dark Side                                        | Mike Figgis                 | 1:26  |
| 7.  | Mara                                                    | Mike Figgis                 | 4:28  |
| 8.  | Burlesque                                               | Mike Figgis                 | 2:40  |
| 9.  | On The Street (dialogue)                                | Nicolas Cage Elisabeth Shue | 0:28  |
| 10. | Bossa Vega                                              | Mike Figgis                 | 3:14  |
| 11. | Ben Pawns His Rolex/Sera Talks to Her Shrink (dialogue) | Nicolas Cage Elisabeth Shue | 0:37  |
| 12. | My One and Only Love                                    | Sting                       | 3:36  |
| 13. | Sera Invites Ben to Stay (dialogue)                     | Nicolas Cage Elisabeth Shue | 0:31  |
| 14. | Come Rain or Come Shine                                 | Don Henley                  | 3:41  |
| 15. | Ben and Sera - Theme (dialogue)                         | Nicolas Cage Elisabeth Shue | 2:18  |
| 16. | Ridiculous                                              | Nicolas Cage                | 1:03  |
| 17. | Biker Bar                                               | Mike Figgis                 | 3:44  |
| 18. | Ben's Hell                                              | Mike Figgis                 | 1:37  |
| 19. | It's a Lonesome Old Town                                | Sting                       | 2:37  |
| 20. | Blues For Ben                                           | Mike Figgis                 | 1:56  |
| 21. | Get Out                                                 | Mike Figgis                 | 1:49  |
| 22. | Reunited                                                | Mike Figgis                 | 3:28  |
| 23. | Sera Talks to the Cab Driver (dialogue)                 | Elisabeth Shue Lou Rawls    | 0:23  |
| 24. | She Really Loved Him                                    | Mike Figgis                 | 1:17  |
| 25. | I Won't Be Going South For a While                      | The Palladinos              | 4:27  |

## Autour du film
- Leaving Las Vegas est parodié dans Eating Las Vegas de Tracy Fraim.
- L'auteur du roman à l'origine du film, John O'Brien, s'est inspiré de sa propre expérience de scénariste alcoolique pour écrire ce roman[5]. Il se suicidera deux semaines après avoir vendu les droits d'adaptation à Mike Figgis.
- Pour ce film, Nicolas Cage a accepté de réduire son cachet à 240 000 $ (le budget du film étant alors plafonné à 4 millions de dollars)[6].

## Distinctions

### Récompenses
- 1995 : LAFCA du meilleur film
- Festival international du film de Saint-Sébastien 1995 : 
  - Coquille d'argent du meilleur réalisateur pour Mike Figgis
  - Coquille d'argent du meilleur acteur pour Nicolas Cage
- 1996 : Oscar du meilleur acteur pour Nicolas Cage
- 1996 : Golden Globe du meilleur acteur dans un film dramatique pour Nicolas Cage
- 1996 : Screen Actors Guild Award du meilleur acteur pour Nicolas Cage
- Independent Spirit Award du meilleur film 1995

### Nominations
- 1996 : 3 nominations aux Oscar
- 1996 : 3 nominations au BAFTA
- 1996 : 3 nominations au Golden Globe